# 盖瑟斯堡
蓋瑟斯堡（英語：Gaithersburg, Maryland），是美國馬里蘭州蒙哥馬里縣的一座城市。2006年人口57,934 人，是該州第四大城市。
1878年4月5日建市。國際緯度觀測所六個觀測所之一位於這裡，也是該市唯一的美國國家史跡。